# 그 사람 그 사랑 그 세상
"그 사람 그 사랑 그 세상"는 다큐멘터리 영화.
20세기 초 부산 경남지역에서 개척교회를 세워 기독교를 전파하는 데 헌신했던 손양원 목사의 평범하고 인간적인 고뇌를 그린 다큐멘터리.

## 출연진
- 강석우-안경선 목소리 역
- 이광기-손양원 목소리 역
- 최강희-손동희 목소리 역
- 배창복-내레이션